# Stenocarpus cunninghamii
Stenocarpus cunninghamii är en tvåhjärtbladig växtart som beskrevs av Robert Brown. Stenocarpus cunninghamii ingår i släktet Stenocarpus och familjen Proteaceae. Inga underarter finns listade i Catalogue of Life.